# ルートン・シェルトン
ルートン・ジョージ・キーショーン・シェルトン（Luton George Kıeshawn Shelton、1985年11月11日 - 2021年1月22日）は、ジャマイカ・キングストン出身の元プロサッカー選手。元サッカージャマイカ代表。ポジションはFW。
サッカージャマイカ代表の歴代最多得点記録保持者である。

## 経歴
国内のハーバー・ビューFCでプロキャリアをスタート。
2006年夏にヘルシンボリIFに移籍して以降、主に北欧でキャリアを積んだ。2017年2月、11年ぶりに古巣ハーバー・ビューに復帰。
ジャマイカ代表では歴代最多となる35ゴールを記録。カリビアンカップでは2度得点王を獲得した。
2016年から筋萎縮性側索硬化症を患っていた。2021年1月22日に死去。

## 所属クラブ
- ハーバー・ビューFC 2003-2006
- ヘルシンボリIF 2006-2007
- シェフィールド・ユナイテッドFC 2007-2008
- ヴォレレンガ・フォトバル 2008-2011

→ オールボーBK 2009-2010 (loan)
- カルデミル・カラビュックスポル 2011-2013
- FCヴォルガ・ニジニ・ノヴゴロド 2013-2015
- ハーバー・ビューFC 2017-2018

## 代表歴
- ジャマイカ代表
  - カリビアンカップ2005
  - 2005 CONCACAFゴールドカップ
  - カリビアンカップ2008
  - 2009 CONCACAFゴールドカップ
  - 2010 FIFAワールドカップ・北中米カリブ海予選
  - カリビアンカップ2010
  - 2011 CONCACAFゴールドカップ
  - 2014 FIFAワールドカップ・北中米カリブ海予選

### 代表でのゴール
2013年9月10日現在
| #  | 開催日         | 開催地                 | 対戦国                   | スコア | 結果 | 試合概要                    |
| -- | -------------- | ---------------------- | ------------------------ | ------ | ---- | --------------------------- |
| 1  | 2004年11月24日 | キングストン           | サン・マルタン           | 4–0    | 12–0 | カリビアンカップ2005予選    |
| 2  | 2004年11月24日 | キングストン           | サン・マルタン           | 8–0    | 12–0 | カリビアンカップ2005予選    |
| 3  | 2004年11月24日 | キングストン           | サン・マルタン           | 9–0    | 12–0 | カリビアンカップ2005予選    |
| 4  | 2004年11月24日 | キングストン           | サン・マルタン           | 10–0   | 12–0 | カリビアンカップ2005予選    |
| 5  | 2004年11月26日 | モンテゴ・ベイ         | アメリカ領ヴァージン諸島 | 1–0    | 11–0 | カリビアンカップ2005予選    |
| 6  | 2004年11月28日 | キングストン           | ハイチ                   | 3–0    | 3–1  | カリビアンカップ2005予選    |
| 7  | 2005年1月8日   | キングストン           | フランス領ギアナ         | 3–0    | 5–0  | カリビアンカップ2005予選    |
| 8  | 2005年2月20日  | セント・マイケル       | トリニダード・トバゴ     | 1–0    | 2–1  | カリビアンカップ2005        |
| 9  | 2005年2月24日  | セント・マイケル       | キューバ                 | 1–0    | 1–0  | カリビアンカップ2005        |
| 10 | 2005年4月20日  | アトランタ             | グアテマラ               | 1–0    | 1–0  | 親善試合                    |
| 11 | 2005年7月7日   | カーソン               | グアテマラ               | 1–0    | 4–3  | 2005 CONCACAFゴールドカップ |
| 12 | 2005年10月1日  | フォートローダーデール | グアテマラ               | 1–0    | 2–1  | 親善試合                    |
| 13 | 2006年10月8日  | キングストン           | カナダ                   | 1–1    | 2–1  | 親善試合                    |
| 14 | 2007年3月26日  | キングストン           | パナマ                   | 1–1    | 1–1  | 親善試合                    |
| 15 | 2008年6月7日   | マコヤ                 | トリニダード・トバゴ     | 1–1    | 1–1  | 親善試合                    |
| 16 | 2008年6月15日  | キングストン           | バハマ                   | 4–0    | 7–0  | 2010 FIFAワールドカップ予選 |
| 17 | 2008年6月15日  | キングストン           | バハマ                   | 5–0    | 7–0  | 2010 FIFAワールドカップ予選 |
| 18 | 2008年6月18日  | トレローニー教区       | バハマ                   | 2–0    | 6–0  | 2010 FIFAワールドカップ予選 |
| 19 | 2008年6月18日  | トレローニー教区       | バハマ                   | 3–0    | 6–0  | 2010 FIFAワールドカップ予選 |
| 20 | 2008年6月18日  | トレローニー教区       | バハマ                   | 5–0    | 6–0  | 2010 FIFAワールドカップ予選 |
| 21 | 2008年10月15日 | キングストン           | ホンジュラス             | 1–0    | 1–0  | 2010 FIFAワールドカップ予選 |
| 22 | 2008年10月18日 | キングストン           | カナダ                   | 1–0    | 3–0  | 2010 FIFAワールドカップ予選 |
| 23 | 2008年12月3日  | キングストン           | バルバドス               | 2–1    | 2–1  | カリビアンカップ2008        |
| 24 | 2008年12月5日  | モンテゴ・ベイ         | グレナダ                 | 2–0    | 4–0  | カリビアンカップ2008        |
| 25 | 2008年12月11日 | キングストン           | グアドループ             | 2–0    | 2–0  | カリビアンカップ2008        |
| 26 | 2008年12月14日 | キングストン           | グレナダ                 | 1–0    | 2–0  | カリビアンカップ2008        |
| 27 | 2008年12月14日 | キングストン           | グレナダ                 | 2–0    | 2–0  | カリビアンカップ2008        |
| 28 | 2010年1月31日  | キングストン           | カナダ                   | 1–0    | 1–0  | 親善試合                    |
| 29 | 2010年11月27日 | リヴィエール＝ピロト   | アンティグア・バーブーダ | 2–0    | 3–1  | カリビアンカップ2010        |
| 30 | 2010年11月27日 | リヴィエール＝ピロト   | アンティグア・バーブーダ | 3–0    | 3–1  | カリビアンカップ2010        |
| 31 | 2011年6月6日   | カーソン               | グレナダ                 | 1–0    | 4–0  | 2011 CONCACAFゴールドカップ |
| 32 | 2012年8月15日  | ワシントンD.C.         | エルサルバドル           | 1–0    | 2–0  | 親善試合                    |
| 33 | 2012年8月15日  | ワシントンD.C.         | エルサルバドル           | 2–0    | 2–0  | 親善試合                    |
| 34 | 2012年9月7日   | キングストン           | アメリカ合衆国           | 2–1    | 2–1  | 2014 FIFAワールドカップ予選 |
| 35 | 2012年10月12日 | グアテマラシティ       | グアテマラ               | 1–1    | 1–2  | 2014 FIFAワールドカップ予選 |

## タイトル

### クラブ
ハーバー・ビュー
- CFUクラブチャンピオンシップ: 2004

ヘルシンボリ
- スウェーデンカップ: 2005

ヴォレレンガ
- ノルウェー・カップ: 2008

### 代表
- カリビアンカップ: 2005, 2008, 2010

### 個人
- カリビアンカップ得点王: 2005, 2008